# 록키 2
록키 2(Rocky II)는 1979년 개봉한 미국의 영화이며, 아카데미상 수상작 록키의 강력한 속편이다.

## 줄거리
지난 편에서 권투 시합이 끝난 후, 록키와 아폴로가 병원으로 후송되면서 영화는 시작한다. 병원에서 공식적으로 은퇴하려는 록키에게 아폴로가 정식으로 리매치를 하자고 한다. 퇴원 후, 록키는 애인 에이드리언과 결혼을 하고나서 행복하나 싶었지만, 광고 모델 역할도 잘 해내지 못하고 구직에 실패하여 정육 공장에서도 쫓겨난다.
사우스포의 특성상 지난 시합에서 록키는 아폴로의 귀신같은 잽 때문에 오른쪽 눈이 거의 보이지 않게 된다. 이를 안 록키의 스승 미키마저 더 이상 권투를 하는 것은 록키의 건강에 좋지 않다고 한다. 설상가상으로, 록키의 영원한 사랑 에이드리언 마저 그가 다치는걸 원하지 않아 권투선수를 포기하길 원한다. 갈팡질팡하던 와중, 아폴로 크리드는 전세계의 권투 팬에게 부정한 시합이었다는 욕을 듣게 되고 그는 깔끔하게 이기지 못한 시합을 핑계로 록키에게 리매치를 신청한다.
방송으로 록키를 힐난하고 조롱하는 장면을 보고 화가 난 미키는 록키에게 와 트레이닝을 해주겠다고 한다. 록키는 이를 수락하고 연습하나 권투선수의 삶을 반대하는 사랑하는 아내 에이드리언 때문에 연습은 제대로 될 리가 없다. 이를 안 에이드리언의 오빠 폴리는 에이드리언에게 집구석에 숨어만 있지 말고, 록키를 응원하라고 소리지르고 이 충격으로 에이드리언은 쓰러진다. 마침 록키의 아이를 임신한 에이드리언은 난산을 겪게 되고, 록키는 정신없이 병원으로 찾아간다. 아이와 깨어난 아내를 본 록키는 사랑하는 가족을 위해서라면 권투를 포기해도 좋다고 말한다. 하지만 그런 록키를 보며 난산을 겪은 에이드리언이 록키에게 이기라고 하자, 정신이 든 록키는 열심히 훈련에 집중을 한다.
보이지 않는 눈 때문에 사우스포에서 오소독스(오른손잡이)로 바꾼 록키는 1라운드와 2라운드에서 한 번씩 다운을 당하지만, 그 이후에는 오히려 아폴로 크리드보다 앞선 실력을 보여주며 11라운드까지 버틴다. 하지만 12라운드서부터는 아폴로의 노련미와 체력에 밀려 14라운드까지 정신없이 맞는다. 하지만 미키의 계산된 작전이었으니, 마지막 15라운드에서 오소독스에서 사우스포로 급격하게 전환한 록키는 강한 펀치를 퍼부어 아폴로와 동시에 다운이 된다. 아폴로는 마지막 순간 다운되고, 록키는 일어나 세계 챔피언이 된다.
세계 챔피언이 된 록키는 Yo, Adrian. I did it! (에이드리언, 내가 해냈어!) 라고 말하며 영화는 록키와 미키가 안는 것으로 마무리된다.

## 출연진
- 실베스터 스탤론 - 록키 발보아
- 탈리아 샤이어 - 에이드리언 페니노
- 버트 영 - 폴리 페니노
- 칼 웨더스 - 아폴로 크리드
- 버지스 메러디스 - 미키 골드밀
- 조 스피넬 - 토니 개조
- 토니 버튼 - 토니 에버스
- 실비아 밀스 - 메리 앤 크리드
- 시어조 스탤론 - 록키 주니어
- 폴 J. 미캘리 - 카마인 신부
- 루 필리포, 브렌트 머스버거, 스튜 네이핸(카메오) - 본인